# Інститут сільськогосподарської мікробіології та агропромислового виробництва НААН України
Інститут сільськогосподарської мікробіології та агропромислового виробництва — науково-дослідна установа у складі НААН України. Інститут віднесено до об'єктів державної власності, що мають стратегічне значення для економіки і безпеки держави (Постанова Кабінету Міністрів України від 4 березня 2015 р. № 83). Він є одним із засновників Українського ґрунтового партнерства, яке функціонує під егідою Глобального ґрунтового партнерства і Продовольчої та сільськогосподарської організації ООН (ФАО), а також є головною науковою установою з виконання програми наукових досліджень НААН «Сільськогосподарська мікробіологія».
Дослідження в Інституті проводять 34 наукові співробітники, у тому числі 6 докторів наук, 21 кандидат наук та 2 доктори філософії. Працюють над дисертаційними дослідженнями 6 аспірантів.

## Історія інституту
В листопаді 1960 року створюється Відділ сільськогосподарської мікробіології, вірусології та імунології — у складі Українського науково-дослідного інституту землеробства УАСГН. 1961-го — після надання йому статусу філіалу Українського НДІ землеробства. На той час підрозділ нараховував три лабораторії: сільськогосподарської мікробіології, загальної вірусології та вірусних захворювань сільськогосподарських тварин й загальної імунології, очолював кандидат біологічних наук Яків Голота, науковою роботою керував академік Михайло Васильович Рево.
Після смерті академіка Рево його справу продовжили співробітники відділу, який поступово розширювався; зокрема, були започатковані дослідження з проблем ґрунтової мікробіології. 1964 року відділ очолив доктор ветеринарних наук, професор В. І. Ротов. Професор Ротов велику увагу приділяв боротьбі із туберкульозом тварин. Цього часу відділ включав 8 лабораторій: вірусології, імунології, електронної мікроскопії, мікробіології зоонозних захворювань, вірусних хвороб злакових, вірусних хвороб картоплі, ґрунтової мікробіології та мікробіології кормів.
1969 року на базі відділу створюється Український науково-дослідний інститут сільськогосподарської мікробіології. Цього часу інститут включав 10 наукових підрозділів, очолив його вірусолог, кандидат біологічних наук Ю. М. Шелудько. 1972 року директором інституту стає кандидат біологічних наук В. С. Сіверс; в тому часі розпочинається будівництво нового лабораторного комплексу, інститут постачається новим сучасним обладнанням, співробітниками було створено пробіотичний препарат БПС-44. Досліджувалася роль фітотоксичних мікроорганізмів у виникненні такого явища, як ґрунтовтома.
З 1975 року керівником відділу ґрунтової мікробіології працює доктор сільськогосподарських наук, професор Віктор Канівець. За цього часу значний розвиток одержали дослідження питання біологічної активності ґрунтів, трансформації вуглецю та особливостей активізації процесу симбіотичної азотфіксації, також створення інгібіторів нітрифікації. Досліджувався збудник туберкульозу, випробовувалися діагностичні, профілактичні і лікувальні засоби.
Протягом 1981—1997 років інститут очолював доктор ветеринарних наук, академік НААН Володимир Романенко, цього часу напрямками досліджень були вірусологія рослин і тварин, ґрунтова мікробіологія, мікробіологія кормів, туберкульоз тварин. Заступником з наукової роботи був Козар Ф. Ю.
Співробітники інституту Бабіч Ніна Василівна, Прусс Ольга Григорівна та Романенко Володимир Пилипович за розробку та впровадження системи заходів профілактики і ліквідації хвороби Тешена та створення вірусвакцини й наборів діагностикумів відзначені 1989 року Державною премією УРСР в галузі науки і техніки. У 1980-х роках інтенсивно проводилися дослідження захворювання туберкульозом тварин, в лабораторії мікробіології тварин створено колекцію мікобактерій, було розроблено систему заходів з профілактики та оздоровлення від туберкульозу великої рогатої худоби із застосуванням тубазиду.
Від 1980 року лабораторія біологічного азоту, очолювана кандидатом біологічних наук Н. М. Мальцевою, починає проводити дослідження як самостійна структурна одиниця. Налагоджуються газохроматографічні методи визначення активності процесу азотфіксації, проводилася селекція активних штамів бульбочкових бактерій. Одночасно — за ініціативи Волкогона В. В. — починаються дослідження асоціативної азотфіксації.
Від 1997 року інститут очолює Володимир Михайлович Патика, за його ініціативи до інституту приєднано Південну дослідну станцію. Того часу при інституті розпочинає роботу аспірантура, створюються нові наукові підрозділи: лабораторія біологічної трансформації азоту й фосфору, мікробіометоду, технічної мікробіології.
Протягом 2000—2003 років директором Інституту був фітовірусолог кандидат біологічних наук М. М. Зарицький. Цього часу створюється Колекція корисних ґрунтових мікроорганізмів, котра з часом набула статусу Національної.
Протягом 2003—2011 років заклад очолював Волкогон Віталій Васильович, заступником з наукової роботи — Надкернична Олена Володимирівна. Цього часу колектив, зокрема, працював над створенням мікробних препаратів різної функціональної спрямованості й технологіями їх ефективного застосування.
2011 року інститут перейменовано на Інститут сільськогосподарської мікробіології та агропромислового виробництва НААН, директором призначено кандидата економічних наук Н. М. Буняк, заступником з наукової роботи Козара С. Ф.
З 2014 р. по 2019 р. Інститут очолює доктор сільськогосподарських наук, професор, академік НААН Волкогон В. В.
На початку 2019 року директором Інституту обрано доктора економічних наук, члена-кореспондента НААН, заслуженого економіста України А. М. Москаленка.

### Директори
- Голота Яків Андріянович (1960—1964; як завідуючий відділу)
- Ротов Вячеслав Іванович (1964—1969; як завідуючий відділу)
- Шелудько Юрій Михайлович (1969—1971)
- Сіверс Віктор Семенович (1971—1980)
- Романенко Володимир Пилипович (1981—1997)
- Патика Володимир Пилипович (1997—2000)
- Зарицький Микола Макарович (2000—2003)
- Волкогон Віталій Васильович (2003—2011; 2014-2019)
- Буняк Наталія Миколаївна (2011—2013)
- Москаленко Анатолій Михайлович (з 2019)

## Структура інституту
Структура наукових підрозділів інституту включає 3 наукові відділи: Відділ сільськогосподарської мікробіології (керівник — академік НААН В. В. Волкогон) з лабораторіями:
- рослинно-мікробних взаємодій (завідувач — доктор біол. наук, професор О. В. Надкернична);
- фізіології мікроорганізмів (завідувач — доктор с.-г. наук С. Ф. Козар) у складі якої два сектори (ростової і функціональної активності мікроорганізмів (завідувач — канд. с.-г. наук Т. А. Євтушенко) і колекція корисних ґрунтових мікроорганізмів (завідувач — канд. біол. наук Ю. О. Воробей);
- ґрунтової мікробіології (завідувач — канд. с.-г. наук С. Б. Дімова);
- екології ґрунтових мікроорганізмів (завідувач — канд. с.-г. наук І. М. Пищур);
- вірусології (керівник — канд. біол. наук Л. М. Решотько);
- пробіотиків (завідувач — канд. вет. наук Н. О. Кравченко);

Відділ наукового забезпечення агропромислового виробництва (керівник — канд. с.-г. наук О. В. Єгоров) з лабораторіями:
- агрохімії і родючості ґрунтів (завідувач — канд. с.-г. наук Л. В. Потапенко);
- землеробства та насінництва (завідувач — канд. с.-г. наук В. А. Бардаков);

Відділ економіки, інтелектуальної власності, маркетингу інновацій та організації підготовки наукових кадрів (в.о. начальника — О. М. Бредюк).
Роботу наукових підрозділів забезпечують:
- адміністративне управління;
- група бухгалтерського обліку;
- господарський відділ;
- підрозділ організаційного забезпечення та впровадження наукових розробок.

## Ключові особи
- Москаленко Анатолій Михайлович — директор, заслужений економіст України, доктор економічних наук, професор.
- Козар Сергій Федорович — заступник директора з наукової роботи, завідувач лабораторії фізіології мікроорганізмів, доктор с.-г. наук, старший науковий співробітник.
- Халеп Юрій Миколайович — заступник директора з наукової та інноваційної діяльності, кандидат економічних наук.
- Волкогон Віталій Васильович — начальник відділу сільськогосподарської мікробіології, лауреат Державної премії України в галузі науки і техніки 2018 року, доктор с.-г. наук, професор, член-кореспондент НААН, заслужений діяч науки і техніки України.
- Горбань Віра Петрівна — учений секретар, кандидат с.-г. наук, старший науковий співробітник.

## Основні напрями наукової діяльності
- ґрунтова мікробіологія:
  - питання біологічної трансформації сполук азоту і фосфору
  - рослинно-мікробних взаємодій
  - фізіології росту ґрунтових мікроорганізмів
  - екологічного землеробства
- захист рослин від хвороб:
  - діагностика збудників вірусних хвороб рослин і тварин
  - зоотехнічна мікробіологія
  - розробка препаратів пробіотичної дії
  - розробка препаратів пробіотичної дії
  - розробка технологій заготівлі і зберігання кормів
- наукове забезпечення агропромислового виробництва:
  - створення нових сортів і технологій вирощування сільськогосподарських культур та їх впровадження

## Видатні вчені
У різні роки в Інституті працювали видатні вчені, зокрема: академік УАСГН М. В. Рево, член-кореспондент ВАСГНІЛ О. О. Берестецький, академік НААН В. П. Романенко, академік НААН В. П. Патика, член-кореспондент НААН О. М. Бердніков, професор В. І. Ротов, професор К. П. Чепуров, професор А. В. Черкасова, професор М. Ф. Масюк, професор М. Г. Тягни-Рядно, професор В. І. Канівець, доктор біол. наук Л. В. Косенко.

## Досягнення
Інститут володіє унікальною колекцією корисних ґрунтових мікроорганізмів для підвищення врожайності сільськогосподарських культур, яка отримала статус національного надбання (розпорядження Кабінету Міністрів України № 472-р від 19.08.2002 р.). Також в Інституті є колекція вірусів картоплі та колекція сортів картоплі, покращених біотехнологічними методами.
Науковцями Інституту створено понад 10 мікробних препаратів, які використовуються для підвищення врожайності сільськогосподарських культур, діагностичні антисироватки до патогенних вірусів, пробіотичні препарати для тваринництва. Ряд наукових розробок Інституту впроваджено в аграрний сектор України та за її межами. Інноваційність наукової продукції підтверджена патентами на винаходи. Найважливіші розробки демонструються на міжнародних, національних та регіональних виставках, на бізнес-форумах. За активну роботу щодо сприяння науковим досягненням Інститут та його наукові роботи неодноразово нагороджувалися грамотами та відзнаками Міністерства аграрної політики та продовольства, Національної академії аграрних наук та Чернігівської обласної державної адміністрації.